# 12900 Rishabjain
12900 Rishabjain este o planetă minoră (asteroid) din centura de asteroizi. A fost descoperită pe 14 septembrie 1998 la Magdalena Ridge Observatory⁠(d) de Lincoln Near-Earth Asteroid Research. 
Obiectul prezintă o orbită caracterizată de o semiaxă mare de 3,1396184 UAi, o excentricitate de 0,15, o înclinație de 2,9535 ° în raport cu ecliptica.